# Vaskosmolyformák
A vaskosmolyformák (Ochsenheimeriinae) a valódi lepkék (Glossata) alrendjébe tartozó ívelt szárnyú tarkamolyfélék (Ypsolophidae) családjának egyik alcsaládja két nemmel.

## Származásuk, elterjedésük
Magyarországon 4 fajuk él; valamennyien a névadó vaskosmoly (Ochsenheimeria) nem tagjai (Pastorális, 2011):
- keleti vaskosmoly (Ochsenheimeria capella Möschler, 1860) — Magyarországon szórványos (Pastorális, 2011);
- rozsgyökérmoly (Ochsenheimeria taurella Denis & Schiffermüller, 1775) — Magyarországon sokfelé előfordul (Fazekas, 2001; Pastorális, 2011; Pastorális & Szeőke, 2011);
- alföldi vaskosmoly (Ochsenheimeria urella, O. bisontellaFischer von Röslerstamm, 1842) — Magyarországon szórványos (Pastorális, 2011);
- homoki vaskosmoly (Ochsenheimeria vacculella Fischer von Röslerstamm, 1842) — Magyarországon szórványos (Pastorális, 2011);